# Terrence Wilcutt
Terrence Wade Wilcutt (ur. 31 października 1949 w Russellville w stanie Kentucky) – amerykański lotnik morski, pilot doświadczalny i astronauta.

## Życiorys
W 1967 ukończył szkołę w Louisville, a w 1974 studia matematyczne na Western Kentucky University, później służył w Marine Corps, w 1978 uzyskał licencję pilota morskiego. Służył w Kāneʻohe na Hawajach, później w Japonii, Korei i na Filipinach, w 1983 został instruktorem lotniczym w Lemoore, w 1986 skierowano go do United States Naval Test Pilot School, po ukończeniu której został pilotem doświadczalnym i oficerem projektowym w Naval Aircraft Test Center w stanie Maryland. Ma wylatane ponad 6600 godzin na ponad 30 typach samolotów. 17 stycznia 1990 został wybrany przez NASA kandydatem na astronautę, zakwalifikował się w lipcu 1991, przechodził szkolenie w Centrum Kosmicznym im. Johna F. Kennedy’ego. Później był m.in. dyrektorem operacji NASA w Centrum Wyszkolenia Kosmonautów im. J. Gagarina w Gwiezdnym Miasteczku koło Moskwy. W 2000 został honorowym doktorem Western Kentucky University.
Od 30 września do 11 października 1994 był pilotem misji STS-68 z obserwatorium radarowym SRL-2, trwającej 11 dni, 5 godzin i 46 minut. Dwa lata później, od 16 do 26 września 1996, jako pilot uczestniczył w misji STS-79 wahadłowca Atlantis na rosyjską stację kosmiczną Mir, trwającej 10 dni, 3 godziny i 18 minut. Połączono wahadłowiec z Mirem, a następnie go odłączono. Od 23 do 31 stycznia 1998 był dowódcą misji STS-89 na stację Mir, trwającej 8 dni, 19 godzin i 47 minut. Od 8 do 20 września 2000 dowodził misją STS-106 na Międzynarodową Stację Kosmiczną, trwającą 11 dni, 19 godzin i 11 minut.
Łącznie spędził w kosmosie 42 dni i minutę. Opuścił NASA w lutym 2005.